# Громо
Громо (итал. Gromo) је насеље у Италији у округу Бергамо, региону Ломбардија.
Према процени из 2011. у насељу је живело 861 становника. Насеље се налази на надморској висини од 624 м.

## Становништво
| 1936. | 1951. | 1961. | 1971. | 1981. | 1991. | 2001. | 2011. |
| ----- | ----- | ----- | ----- | ----- | ----- | ----- | ----- |
| 1.441 | 1.733 | 1.738 | 1.408 | 1.324 | 1.252 | 1.225 | 1.239 |